# Virginia Nyambura
Pour les articles homonymes, voir Nganga.
Virginia Nyambura Nganga (née le 20 juillet 1993) est une athlète kényane, spécialiste du 3 000 m steeple et de cross-country et vainqueur de la Ligue de diamant de la spécialité en 2015.

## Biographie
Elle se révèle en 2010 en remportant la médaille d'or du 2 000 m steeple lors des Jeux olympiques de la jeunesse d'été, à Singapour.
En 2015, elle remporte la médaille d'argent de l'épreuve du distance medley relay lors des relais mondiaux de l'IAAF, à Nassau aux Bahamas, en effectuant le dernier relais sur la distance de 1 600 m. En mai 2015, elle remporte le 3 000 m steeple du meeting de Doha, première étape de la Ligue de diamant 2015. Elle y établit la meilleure performance mondiale de l'année et bat son record personnel en 9 min 21 s 51.

## Palmarès
| Date | Compétition                             | Lieu             | Résultat | Épreuve           | Temps          |
| ---- | --------------------------------------- | ---------------- | -------- | ----------------- | -------------- |
| 2010 | Jeux olympiques de la jeunesse          | Singapour        | 1re      | 2 000 m st.       | 6 min 29 s 97  |
| 2015 | Relais mondiaux de l'IAAF               | Nassau           | 2e       | Relais medley     | 10 min 43 s 35 |
| 2015 | Championnats du monde                   | Pékin            | 7e       | 3 000 m st.       | 9 min 26 s 21  |
| 2015 | Ligue de diamant                        | Ligue de diamant | 1re      | 3 000 m st.       | détails        |
| 2016 | Ligue de diamant                        | Ligue de diamant | 10e      | 3 000 m st.       | détails        |
| 2024 | Championnats d'Afrique de cross-country | Hammamet         | 1re      | Cross par équipes | 13 pts         |
| 2024 | Championnats d'Afrique de cross-country | Hammamet         | 2e       | Cross 10 km       | 32 min 34 s    |
| 2024 | Championnats du monde de cross-country  | Belgrade         | 1re      | Relais mixte      | 22 min 15 s    |

### Records
| Épreuve         | Performance   | Lieu   | Date            |
| --------------- | ------------- | ------ | --------------- |
| 3 000 m steeple | 9 min 13 s 85 | Monaco | 17 juillet 2015 |